# Phorocardius rufiposterus
Phorocardius rufiposterus (лат.) — вид жуков-щелкунов из подсемейства Cardiophorinae (Elateridae).

## Распространение
Юго-Восточная Азия: Китай (Yunnan).

## Описание
Длина тела 8-10 мм. Покровы чёрные (неметаллические) спереди, переходящие в красно-коричневые или жёлто-коричневые в задней половине. Дорзум голый, блестящий. Голова чёрная, ротовой аппарат от красно-коричневого до тёмно-коричневого. Усики коричневые. Переднеспинка чёрная, с коричневым передним и задним краем. Надкрылья спереди от чёрного до тёмно-красно-коричневого, затем переходят в красно-коричневый или жёлто-коричневый сзади. Низ тела на передней половине от чёрного до тёмно-красно-коричневого, переходящий в красно-коричневый или жёлто-коричневый на задней половине. Эпиплевра красно-коричневая. Ноги от красно-коричневых до тёмно-красно-коричневых. Поверхность тела в жёлто-сером опушении. 
Переднегрудь: прококсальные полости закрыты (в некоторых случаях - узко открыты); простернальный отросток не сильно сужен сзади от основания до вентральной вершины при виде снизу, вентральная вершина почти усеченная. Мужские гениталии: парамер острый за пределами предвершинного латерального расширения; с предвершинным латеральным расширением, без апикального мезального каллуса. Самка: вершина последнего вентрита брюшка (V вентрита) с продольным тонким пластинчатым выступом посередине, с глубокими выемками по бокам. 
Переднеспинка с боковым килем, не доходящим до переднего края, скрытым при виде сверху выступающим краем дорсальной части переднеспинки (= субмаргинальная линия); прококсальные полости открытые.